# NASAパーソナル無線
NASAパーソナル無線（なさパーソナルむせん）とは、「NASA通信」が販売していた無線機である。900MHz帯を用いるパーソナル無線とは別のものである。

## 概要
NASAパーソナル無線は、山梨県甲府市に本拠を置く通信機器メーカである「NASA通信」が発売した無線機である。同社の発売する市民ラジオ通信機をベースとして、AMで37MHz帯を使用していた。
通常の状態では微弱な出力しか出ないようになっていたが、背面にある端子に救命ピンと呼ばれるピンを差し込むことで公称10W（実測8.7W前後）の出力が出せるようにしていた。この救命ピンは緊急時用という名目ではあったが、実際には常時装着されたままのケースも少なくなかった。
NASAパーソナルはNASA通信が独自に定めた規格であり、電波法第4条による無線局の免許を受けることはできない不法無線局となる。
37MHz帯は陸上自衛隊などが使用しており、主宰者は“有事の際に協力する”と称して『自主防衛隊』銘入りの腕章を作っていた。電波法第52条には非常時には免許された通信の相手方以外とも通信できる旨の定めがあるが、自衛隊は通信方式や用途を原則公開しておらず、実際に協力できるかは疑問である。

## 経緯
違法CB全盛期、異常な過変調によるノイズが発生するなどの事情により通信できる距離が短くなっていた。また反社会的勢力も絡んだチャンネル争いなどもあり、荒廃した状態であった。これらから逃れクラブで安定した通信手段を確保したい一部のクラブと、メーカーが開発したのがNASAパーソナル無線である。
そのため違法CBにない以下のような特徴を持ち合わせていた。これはクラブ側からのニーズがあってこのような特徴を持たせたと言えることからクラブと共同開発された証拠とも言える。
- 無線愛好クラブを通して無線機を購入することとし、広く流通しないよう制限された。
- チャンネル争いを避けるため、そのクラブに対しメーカーが割り当てた周波数と全クラブ共通の呼出周波数用の水晶振動子のみを実装して納品された。
- 筐体に封印がされ、開封・改造を禁じていた。
- 無線機の個人間での売買は禁止されていた。

クラブ側でもリニアアンプの装備を禁止したりと、自主ルールが設けられていたようである。さらに初期においてはメーカーが私製の無線局免許状を発行していたとされる。これらの行為は「国による電波の一元的管理」という原則とは相容れないものであった。
東名高速道路浜松警察所での摘発を契機に裁判が行われたが、無線機を使用していた本人に対し罰金2万円の有罪が確定した。その後メーカーは製造を中止した。